# 55 Andromedae
Désignations
55 Andromedae (en abrégé 55 And) est une étoile de la constellation d'Andromède. 55 Andromedae est sa désignation de Flamsteed. Elle est visible à l'œil nu avec une magnitude apparente de 5,42. Sur la base d'un décalage annuel de la parallaxe de 4,7 mas, est est située à environ ∼ 730 a.l. (∼ 224 pc) de la Terre. Elle se rapproche du Système solaire avec une vitesse radiale héliocentrique de −7,6 km/s.
55 Andromedae est une étoile géante vieillissante avec un type spectral de K1 III, ce qui indique qu'elle a épuisé l'approvisionnement en hydrogène en son cœur et qu'elle s'est éloignée de la séquence principale. Elle rayonne 436 fois la luminosité du Soleil à partir de sa photosphère avec une température effective de 4 290 K. 55 And possède un compagnon visuel de magnitude 10,90 situé à une séparation angulaire de 61,00″ et selon un angle de position de 357° en date de 2010. En 1828, cette séparation n'était que de 20,0″ et cette étoile apparaît n'être qu'un compagnon purement optique.